# Tyskland i olympiska vinterspelen 1952
Tyskland deltog i olympiska vinterspelen 1952 i Oslo. Totalt vann de tre guldmedaljer, två silvermedaljer och två bronsmedaljer.

## Medaljer

### Guld
- Bob
  - Tvåmanna: Anderl Ostler, Lorenz Nieberl
  - Fyrmanna: Anderl Ostler, Friedrich Kuhn, Franz Kemser, Lorenz Nieberl
- Konståkning
  - Par: Ria Baran, Paul Falk

### Silver
- Alpin skidåkning
  - Störtlopp damer: Mirl Buchner
  - Slalom damer: Ossi Reichert

### Brons
- Alpin skidåkning
  - Storslalom damer: Mirl Buchner
  - Slalom damer: Mirl Buchner